# Emile Jeannin

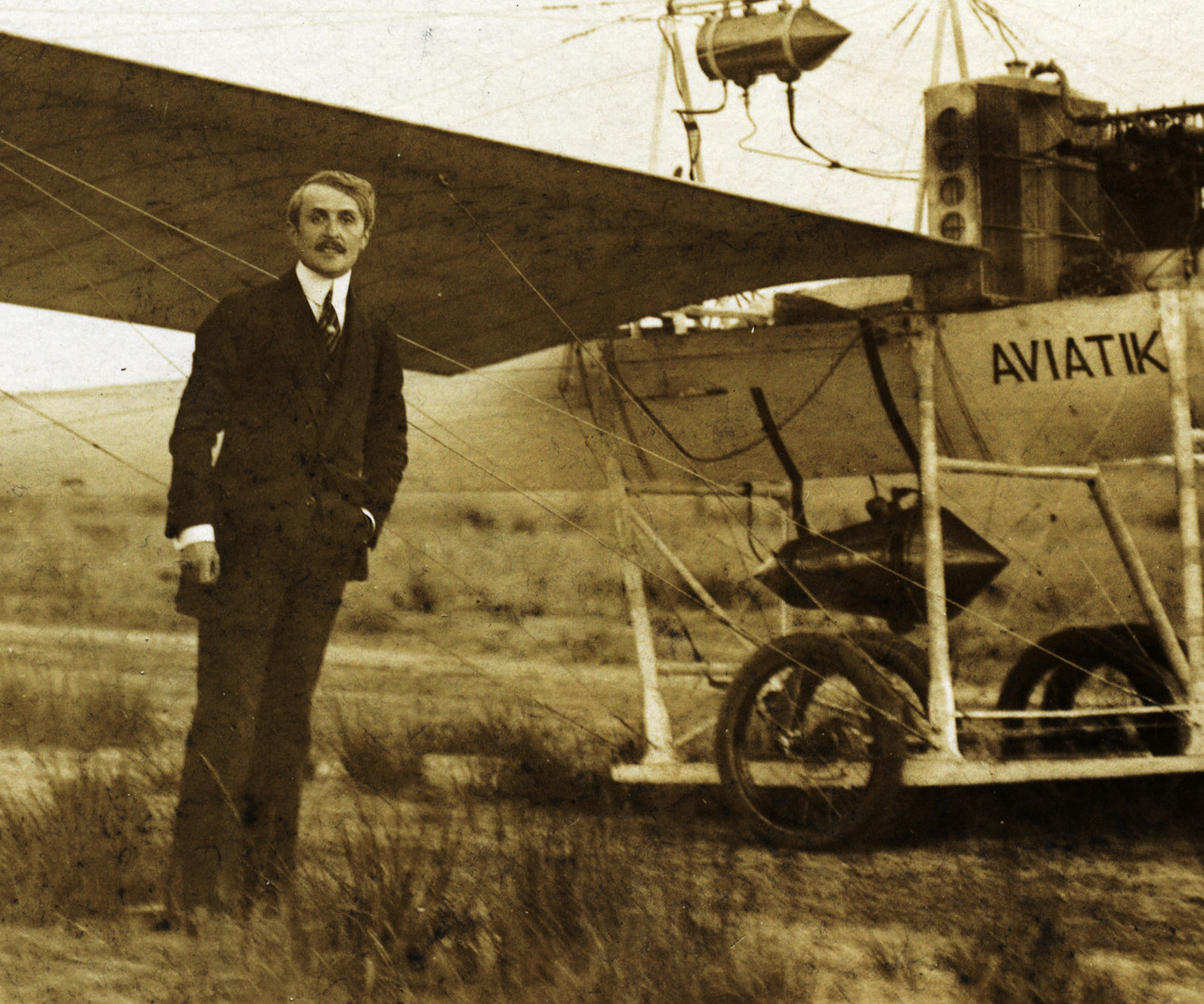
„Mimi“ Jeannin, Johannisthal 1911

Jeannin, 1910 in Mannheim auf Aviatik-Doppeldecker

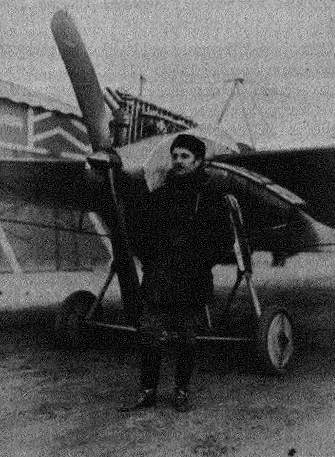
Jeannin vor seiner Stahltaube

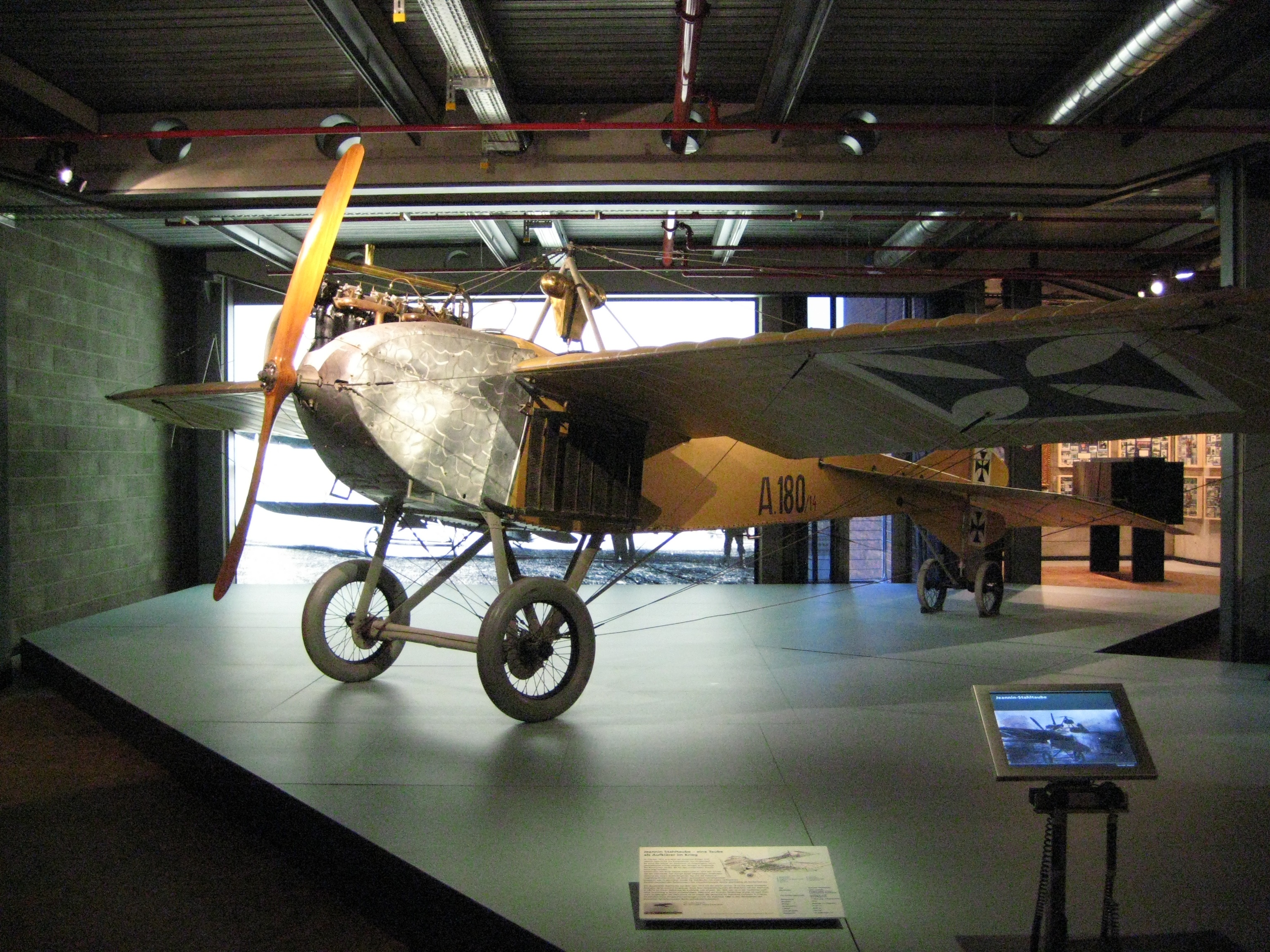
Jeannin Stahltaube, ausgestellt im Deutschen Technikmuseum Berlin

Emile Jeannin (* 28. Februar 1875 in Mülhausen, Reichsland Elsaß-Lothringen; † 10. April 1957 in Straßburg; auch: Emil, Spitznamen Mimi, Milo) war ein deutsch-französischer Flugpionier und Unternehmer.

## Leben
Emile Jeannin, ein Bruder von Henri Jeannin, war in jungen Jahren ein populärer Radrennfahrer, er fuhr auch Rennen mit Automobilen und Motorbooten.
Von 1906 bis 1908 betrieb er in Berlin das Unternehmen Sun Motoren-Gesellschaft E. Jeannin.
Um 1909 lernte Jeannin bei Farman in Mourmelon-le-Grand (Frankreich) fliegen und war dann bis Ende 1911 Pilot bei den Aviatik Flugzeugwerken, an denen sein Bruder Anteile besaß. Am 27. April 1910 erwarb er die deutsche Flugzeugführerlizenz Nr. 6 auf dem Flugplatz Johannisthal. Noch im selben Monat stellte er (mit einem nicht dem Reglement entsprechenden Flugzeug) einen Dauerflugrekord von rund zwei Stunden auf. Am 6. August 1910 gewann er den 4. Lanz-Preis in Mannheim auf einem Aviatik-Doppeldecker. Ende September gewann er den Überlandflug Trier-Metz. Im Februar 1912 gründete er in Johannisthal bei Berlin sein eigenes Unternehmen und konstruierte mit dem Lothringer René Freindt die „Stahltaube“. 1913/1914 baute er für die Heeresverwaltung 37 Stahltauben. Der Preis lag zwischen 22.000 und 25.000 Mark pro Stück.
Bei Ausbruch des Ersten Weltkriegs bekam Emile Jeannin unter anderem wegen seiner französischen Herkunft Probleme in Deutschland. Im Mai 1915 gingen aus seinem Flugzeugwerk die National-Flugzeugwerke (NFW) hervor, die 1917 in die Deutschen Flugzeug-Werke (DFW) eingegliedert wurden.
Nach dem Krieg hatte Jeannin in Mülhausen (Mulhouse) Probleme mit der französischen Militärregierung, die ihm vorwarf, Flugzeuge für Deutschland gebaut zu haben. Aufgrund eines Sittendelikts wurde Jeannin im Mai 1921 in Berlin verhaftet und Ende August wegen eines Vergehens nach § 176 Reichsstrafgesetzbuch (unzüchtige Handlungen an Mädchen unter 14 Jahren) in vier Fällen zu einer Freiheitsstrafe von 3 Jahren und 6 Monaten und zu 5 Jahren Ehrverlust verurteilt. Jeannin verbüßte nur einen kleinen Teil seiner Haftstrafe und kam, nachdem er für geistig unzurechnungsfähig erklärt worden war, gemäß § 51 RStGB wieder auf freien Fuß. Bereits im Mai 1922 befand er sich zusammen mit einer weiblichen Begleitung, angeblich seiner Gemahlin – vermutlich seine damalige Mitangeklagte – zu einer mehrwöchigen Kur in Badenweiler. Dies geht aus der schriftlichen Anfrage eines Oberwachtmeisters der Zentralpolizeistelle Karlsruhe beim Reichskommissar für die Überwachung der öffentlichen Ordnung in Berlin wegen des Verdachts der Spionage hervor. Jeannin ging in seine Heimatstadt zurück und wurde 1925 als französischer Staatsbürger anerkannt.